# Carl Ludwig Heusler
Carl Ludwig Heusler (auch Karl Ludwig Heusler) (* 9. Oktober 1790 in Dillenburg; † 28. März 1851 in Siegen) war ein deutscher Unternehmer und Bergbeamter.

## Leben
Carl Ludwig Heusler war der Sohn von Johann Jakob Heusler (1727–1799), Hofkammerrat und Dirigent der fürstlichen Berg- und Hüttenkommission und dessen Ehefrau Philippine Caroline Ernestine, geb. Leuthaus (1759–1833). Seine Vorfahren stammten ursprünglich aus Basel.
Er besuchte die örtliche Schule und ab 1800 das Pädagogium in Dillenburg, anschließend studierte er von 1807 bis 1808 an der Hohen Schule Herborn. 1808/1809 studierte er an der Universität Marburg Rechtswissenschaften sowie Bergwissenschaft an der königlich-sächsischen Bergakademie Freiberg. Zusätzlich zu den Vorlesungen, namentlich denen von Abraham Gottlob Werner, des Begründers der wissenschaftlichen Mineralogie und Geognosie, beschäftigte er sich mit dem Berg-, Aufbereitungs- und Hüttenwesen des sächsischen Erzgebirges.
In dieser Zeit entging er durch Abwesenheit der Konskription in die napoleonische Armee. Für ihn meldete sich sein Bruder Ernst Adolf Heusler, der während seines Einsatzes zu Tode kam.
Er hat sich längere Zeit in Holzappel aufgehalten und die dortigen Blei- und Silberbergwerke besucht. Hierbei erhielt er Belehrungen durch den Hof- und Bergrat Ludwig Schneider (1778–1848), unter dessen Leitung die wichtigsten Bergwerke standen.
Am 12. November 1811 trat er bei der nassauischen Berg- und Hüttenkommission in Dillenburg als Bergeleve ein.
1814 wurde er von der Landesregierungskommission mit der Führung des Sekretariats des Kollegiums der Berg- und Hüttenkommission in Dillenburg beauftragt und im darauf folgenden Jahr, 1815, für sechs Monate zur Verwaltung der Geschworenenstelle in das Fürstentum Siegen entsandt.
1815 wurde er zum Bergkommissar ernannt; im gleichen Jahr übernahm ihn auch das preußische Gouvernement. Bis 1816 arbeitete er bei der Regierung in Ehrenbreitstein, die damals das Bergwesen mit verwaltete. Nach der Gründung des königlichen Oberbergamtes Bonn (1816) wurde er in diese Behörde versetzt und zum ersten Oberbergamtssekretär ernannt und 1817 zum Oberbergamtsassessor befördert. Am 8. Februar 1822 erfolgte durch königliche Kabinettsordre die Ernennung zum Oberbergrat.
1827 wurde er Leiter der heruntergewirtschafteten Kupferhütte Isabellenhütte bei Dillenburg, deren Teilhaber sein Großvater Theodor Heusler (1696–1757) 1731 geworden war, und die auf sein Betreiben seine Mutter, Caroline Heusler, mit zwei stillen Teilhabern gekauft hatte. Es erfolgte die Gründung der Firma C. L. Heusler. Für die weitere Entwicklung des Unternehmens war es von entscheidender Bedeutung, dass 1841 auf der Ludwig Haas aus Dillenburg gehörenden Eisen- und Kupfergrube Hilfe Gottes in der Weyerhecke bei Nanzenbach, etwa 6 km von der Isabellenhütte entfernt, nickelhaltige Erze entdeckt wurden. Seit es 1823 Dr. Ernst August Geitner in Aue gelungen war, so genanntes Neusilber aus Kupfer, Nickel und Zink herzustellen, stieß Nickel auf zunehmendes wirtschaftliches Interesse. Carl Ludwig Heusler war in Aue als Praktikant des dortigen Blaufarbenwerk mit der Gewinnung von Nickelprodukten in Berührung gekommen und erkannte die darin liegenden wirtschaftlichen Möglichkeiten. Von Ludwig Haas erwarb er die Hälfte des Eigentums an der Grube Hilfe Gottes und vereinbarte mit ihm, die Hälfte der gewonnenen Kupfer- und Manganerze zu übernehmen. Damit sicherte sich Carl Ludwig Heusler die wichtigste Bezugsquelle für Nickelerze, erwies sich doch die Grube Hilfe Gottes als einzige Nickelerzgrube von nachhaltiger Ergiebigkeit in Nassau.
Mit der Herstellung von Nickelspeise (einem Zwischenprodukt bei der Metallgewinnung) nahm die Isabellenhütte einen Aufschwung. Die Zahl der Arbeiter, die im Kupferbetrieb nie mehr als 4 überschritten hatte, stieg nun auf etwa 20 an. Das Geschäft nahm einen solchen Umfang an, dass 1844 mit Heinrich Jung ein Hüttenverwalter eingestellt werden musste. 1845 zahlte Carl Ludwig Heusler seine Geschwister aus und betrieb die Hütte unter der Firma C. L. Heusler auf alleinige Rechnung. Seine Bemühungen galten vor allem der Entwicklung eines Verfahrens zur Gewinnung von möglichst reinem Nickelmetall; hier erzielte er schließlich einen Reinheitsgrad von 96–98 %.
Anfang 1828 unternahm der Bergrat und Bergamtsdirektor Johann Christian Leberecht Schmidt eine Reise nach Mexiko, bei der er dort 1830 verstarb. Carl Ludwig Heusler wurde bereits bei Reisebeginn kommissarisch beauftragt, während der Abwesenheit von Schmidt die Direktionsgeschäfte in Siegen sowie stellvertretend die Schulleitung der Bergschule Siegen zu übernehmen; 1830 wurde er zum Schulleiter ernannt. Als Schulleiter schlug er eine grundlegende Reform des kränkelnden Schulbetriebs vor. Bislang sollten sowohl theoretische als auch praktische Kenntnisse vermittelt werden, hierzu wurde die Praxis in der Lehrgrube Häuslingstiefe in Siegen gelehrt. Nach einer Neuorganisation des Lehrbetriebs wurde die theoretische Ausbildung von Freitag bis Samstag vermittelt, und die ersten vier Tage der Woche fuhren die Schüler Arbeitsschichten im Bergrevier Müsen. Dies führte zu häufigen Erkältungskrankheiten wegen des langen Weges, so dass die Schüler dem Schulbesuch fernblieben. 1830 trennte Carl Ludwig Heusler den theoretischen Unterricht und die praktische Ausbildung, so dass die Bergschüler während der Sommermonate in lehrreichen Gruben in auswärtigen Revieren tätig waren und von Oktober bis Ostern an allen Wochentagen die Bergschule Siegen besuchten. Dies führte zu einer kurzfristigen Blüte der Bergschule, aber die Zahl der Schüler stieg nie über 18 pro Semester. Mit dem Tod von Carl Ludwig Heusler kam auch der Schulbetrieb im Semester 1851/1852 zum Erliegen.
Die kommissarische Leitung der Direktionsgeschäfte im Bergamt Siegen, bei welcher er weiterhin Mitglied des königlichen Oberbergamtes in Bonn blieb, dauerte bis Anfang 1833, dann erfolgte seine Ernennung zum Direktor des königlichen Bergamtes in Siegen, welches Amt er bis zu seinem Tod ausübte.
1833 wurde er der Direktor des Siegerländer Gewerbevereins und machte sich um die Verkehrs- und Wirtschaftsentwicklung des Siegerlands wie auch um das Bildungswesen besonders verdient.  Sein Augenmerk galt vor allem der Förderung des Kupfererzbergbaus und er versuchte, durch den Erwerb von Grubenanteilen darauf Einfluss zu nehmen. Unter anderem beteiligte er sich an den umliegenden Gruben Stangenwage und Gnade Gottes bei Haiger sowie 1849 an der Aurorahütte.
Am 11. Oktober 1847 wurde ihm das Prädikat eines Geheimen Bergrates verliehen.
Carl Ludwig Heusler war seit 1816 mit Katharina Henriette Elisabeth Heeser (* 8. April 1789; † 29. Dezember 1865) verheiratet und hatte drei Söhne und sechs Töchter; zwei seiner Söhne widmeten sich später dem Fach ihres Vaters. Von seinen Kindern sind namentlich bekannt:
- Friedrich Wilhelm Otto Heusler (* 1825; † 1890), übernahm als Betriebsleiter das Unternehmen C. L. Heusler nach dem Tode seines Vaters;
- Conrad Heusler (* 22. Dezember 1826; † 30. November 1907), verheiratet mit Georgine (1843–1911), Tochter des Philosophen und Schriftstellers David Friedrich Strauß und dessen Ehefrau Agnese Schebest. Sein Sohn war Friedrich Heusler, der Entdecker der Heuslerschen Legierung.

Nach seinem Tod wurde Carl Ludwig Heusler in Dillenburg begraben.

## Auszeichnungen
Carl Ludwig Heusler erhielt den Roten Adlerorden 4., 3. und 2. Klasse mit der Schleife.